# Distrikt Pucará (Lampa)
Der Distrikt Pucará liegt in der Provinz Lampa in der Region Puno im Süden Perus. Der Distrikt besitzt eine Fläche von 525 km². Beim Zensus 2017 wurden 5536 Einwohner gezählt. Im Jahr 1993 lag die Einwohnerzahl bei 6958, im Jahr 2007 bei 6060. Sitz der Distriktverwaltung ist die 3860 m hoch gelegene Ortschaft Pucará mit 1857 Einwohnern (Stand 2017). Pucará befindet sich 36 km nördlich der Provinzhauptstadt Lampa.

## Geographische Lage
Der Distrikt Pucará liegt im Andenhochland im Nordosten der Provinz Lampa. Der Río Pucará fließt entlang der nordöstlichen und östlichen Distriktgrenze nach Süden und entwässert das Areal.
Der Distrikt Pucará grenzt im Südwesten an den Distrikt Palca, im Westen an den Distrikt Ayaviri (Provinz Melgar), im Nordosten an den Distrikt Tirapata (Provinz Azángaro), im Osten an die Distrikte José Domingo Choquehuanca und Santiago de Pupuja (beide in der Provinz Azángaro) sowie im Süden an den Distrikt Lampa.

## Ortschaften
Im Distrikt gibt es neben dem Hauptort folgende größere Ortschaften:
- Chijinaya (348 Einwohner)
- Qquepa